# Wright King
Thomas Wright Thornburg King (Okmulgee, Oklahoma, 1923. január 11. – Los Angeles, Kalifornia, 2018. november 25.) amerikai színész.

## Fontosabb filmjei
- A vágy villamosa (A Streetcar Named Desire) (1951)
- The Bold and the Brave (1956)
- The Young Guns (1956)
- Szemben az erőszakkal (Friendly Persuasion) (1956)
- Stagecoach to Fury (1956)
- Hot Rod Rumble (1957)
- Lövöldözés Dodge City-ben (The Gunfight at Dodge City) (1959)
- Az örökölt farm (Cast a Long Shadow) (1959)
- Dangerous Charter (1962)
- Patkánykirály (King Rat) (1965)
- A majmok bolygója (Planet of the Apes) (1968)
- Szivárványvölgy (Finian's Rainbow) (1968)
- Journey Through Rosebud (1972)
- A méhlányok inváziója (Invasion of the Bee Girls) (1973)